# Mariana Belém
Mariana de Figueiredo Mascarenhas Pereira, conhecida por Mariana Belém (São Paulo, 5 de março de 1981) é uma atriz e cantora brasileira. É filha da cantora Fafá de Belém e do músico Raul Mascarenhas e irmã paterna de Rafael Mascarenhas, filho de Cissa Guimarães, morto em 2010 ao ser atropelado em um túnel no Rio de Janeiro.

## Biografia e carreira
Apesar de ser filha de músicos, Mariana Belém só teve vontade de cantar profissionalmente aos 19 anos, quando percebeu que a faculdade de Comunicação Social não a satisfazia.
Em uma viagem, decidiu estudar canto lírico em Perugia, na Itália, onde ficou por cerca de 8 meses estudando e trabalhando como garçonete e bartender para manter os estudos no conservatório e dar aulas para aprender a falar italiano. 
Da Itália, foi para Seattle, nos Estados Unidos, onde estudou música, por sete meses, na North Seattle Community College. Lá, fez parte de bandas de jazz e rock, foi uma das solistas do coral e se apresentou em recitais de diferentes estilos. Lá percebeu o reconhecimento por seu talento, pois ninguém fazia ideia de quem era sua mãe.
Ao chegar, recebeu um convite de sua mãe para juntas cantarem em uma série de concertos especiais em Portugal em 2001, em comemoração aos 18 anos de carreira de Fafá no país. 
Ao voltar para a capital paulista, sua cidade natal, fez teste para entrar em uma banda country, a Red Fox, e cantar um dos estilos de sua grande paixão. Desde os 16 anos, ia a casas country dançar e vivia em rodeios com amigos. 
Ficou na banda por pouco mais de um ano, fazendo shows em casas country do interior de São Paulo e em outros estados, em rodeios de grande porte, como Barretos. A banda gravou um maxi single com quatro faixas em 2002 e chegou a vender 3.500 cópias em duas semanas, em shows e em casas country. 
Em 2003, resolveu partir para a carreira solo e gravou uma demo de sua autoria chamada "Eu Sei". Participou de programas de TV como Planeta Xuxa, onde cantou com a mãe, Altas Horas, Domingão do Faustão e Jovens Tardes - Especial de Novela (cantou "Chuva de Prata", da cantora Gal Costa). Enquanto tentava gravar profissionalmente, fez shows com sua mãe, gravou com ela a música "Jardins Proibidos" no CD Piano e Voz, fez participações em shows de bandas country e de música eletrônica, a Spirit City, que se apresentou em casas como Na Mata Café em São Paulo e também no evento Mercado Casa Mix.
Após 6 meses estudando no Conservatório Souza Lima, no começo de 2004, se inscreveu, escondida de todos, no programa Fama, da Rede Globo, e foi escolhida entre cerca de 27 mil pessoas para ser uma das 14 participantes. Cantou no programa as músicas "Odara" (Caetano Veloso), "Velha Infância" (Tribalistas), "Paralelas" (Belchior), "Sua Estupidez" (Roberto Carlos), "Amor Perfeito" (Roberto Carlos), "De Volta Pro Meu Aconchego" (Elba Ramalho) e "Tudo O Que Se Quer" (Emílio Santiago), entre outras. 
O programa foi uma vitrine de seu trabalho para o Brasil, já que, em seguida, fez turnês pelo Piauí, Recife e Maceió com públicos de até 35 mil pessoas. No repertório, há músicas de artistas que são suas influências musicais, como Lulu Santos, Ana Carolina, John Mayer, entre outros. 
Após participar do DVD do grupo Rastapé cantando clássicos de Alceu Valença, Mariana Belém gravou seu primeiro CD, com direção musical de Jorge Davidson e produzido por Zé Henrique, Sérgio Knust e Marcelão. Antes do lançamento, participou também do primeiro DVD de Fafá de Belém, no qual canta "Maria Solidária", de Milton Nascimento e Fernando Brant e do DVD Marlene: A Rainha e as Artistas do Rádio cantando em dueto com sua avó Carminha Mascarenhas, o "Samba da Madrugada".
Mariana se apresentou também por um ano e meio com o musical Os Produtores, de direção e adaptação de Miguel Falabella, interpretando a personagem Pega Aqui, cantando, sapateando e dançando no ensamble do espetáculo, que também contou com Danielle Winits e Marco Luque. Após passarem pelas cidades de São Paulo, Rio de Janeiro, Curitiba e Porto Alegre, Mariana Belém segue agora apresentando seu show, que faz parte do Projeto Árvore, onde conta e canta a história musical da sua árvore genealógica, desde seus avós, passando pelos pais e, finalmente, terminando com as músicas que marcaram a sua vida e no começo de 2011 lança seu 1º CD.
Mariana também é dona do blog Mamãe de Primeira Viagem, que fala sobre maternidade. Foi considerado o mais influente entre as mães digitais, segundo uma pesquisa publicada pela Youpper.

## Vida pessoal
É casada com Cristiano Saab. No início de 2011, engravidou de uma menina, Laura, que veio à luz no dia 31 de dezembro de 2011. No dia 5 de fevereiro de 2016, nasceu sua segunda filha, Júlia. Mariana afirmou que queria ter até três filhos.

Em abril de 2018, Mariana falou em seu Instagram sobre sua perda de peso, de 103 para 61 kg, e negou uso de remédios e lipoaspiração. Ela revelou às pessoas chegaram a dizer que estava "magra demais" que chegou a pesar 103 durante a gravidez de sua filha Julia e está hoje com 63 kg. "Eu pari a Julia há 2 anos e 2 meses pesando 103 kg. Quando ela parou de mamar, emagreci gradualmente com Ravenna e fui - em 2 anos e não em dias - de 92 kg para 70kg. Há um mês e meio mudei de médico pois precisava investigar mais coisas na minha saúde como meus hormônios e meu colesterol que batia mais de 350. Meu médico me deu um regime que acompanhasse meus ensaios para o musical. Em 2 meses com ele já foram mais quase 9 kg", disse a cantora em seu perfil. Mariana ainda fez um pedido aos que disseram que ela estava "magra demais". "Por favor, parem de julgar o que não sabem. Sou disciplinada, CDF como diz minha mãe. A beleza não está na magreza, mas na minha saúde e no meu bem-estar. Tenho acompanhamento de profissionais sérios e uma equipe no musical que fica de olho se estou comendo ou não nos intervalos", completou ela.